# David Gregory (journaliste)
Pour les articles homonymes, voir David Gregory.
David Michael Gregory, né le 24 août 1970 à Los Angeles (Californie), est un journaliste de télévision américain. 
Il présente à partir du 7 décembre 2008 Meet the Press, émission d'information politique dominicale du réseau NBC et plus ancien programme de la télévision américaine encore diffusé. En 2014, Chuck Todd lui succède.